# 幾田桃子
幾田 桃子（いくた ももこ、1976年 - ）は、日本の実業家、芸術家、教育者、社会活動家。株式会社サヴァン代表取締役CEO。
埼玉県生まれ。南カリフォルニア大学国際関係学部卒業。在学中に、ファッション業界による環境汚染問題に興味を抱く。2001年、米国法人株式会社 Le charme de fifi et fafa を設立。2003年、表参道にル シャルム ドゥ フィーフィー エ ファーファ―を設立。2006年、株式会社サヴァンを設立。
2022年、世界最古のファッション誌『ハーバーズ・バザー』の「未来を創造する7人の才能」に選ばれた。